# Charles Pontus

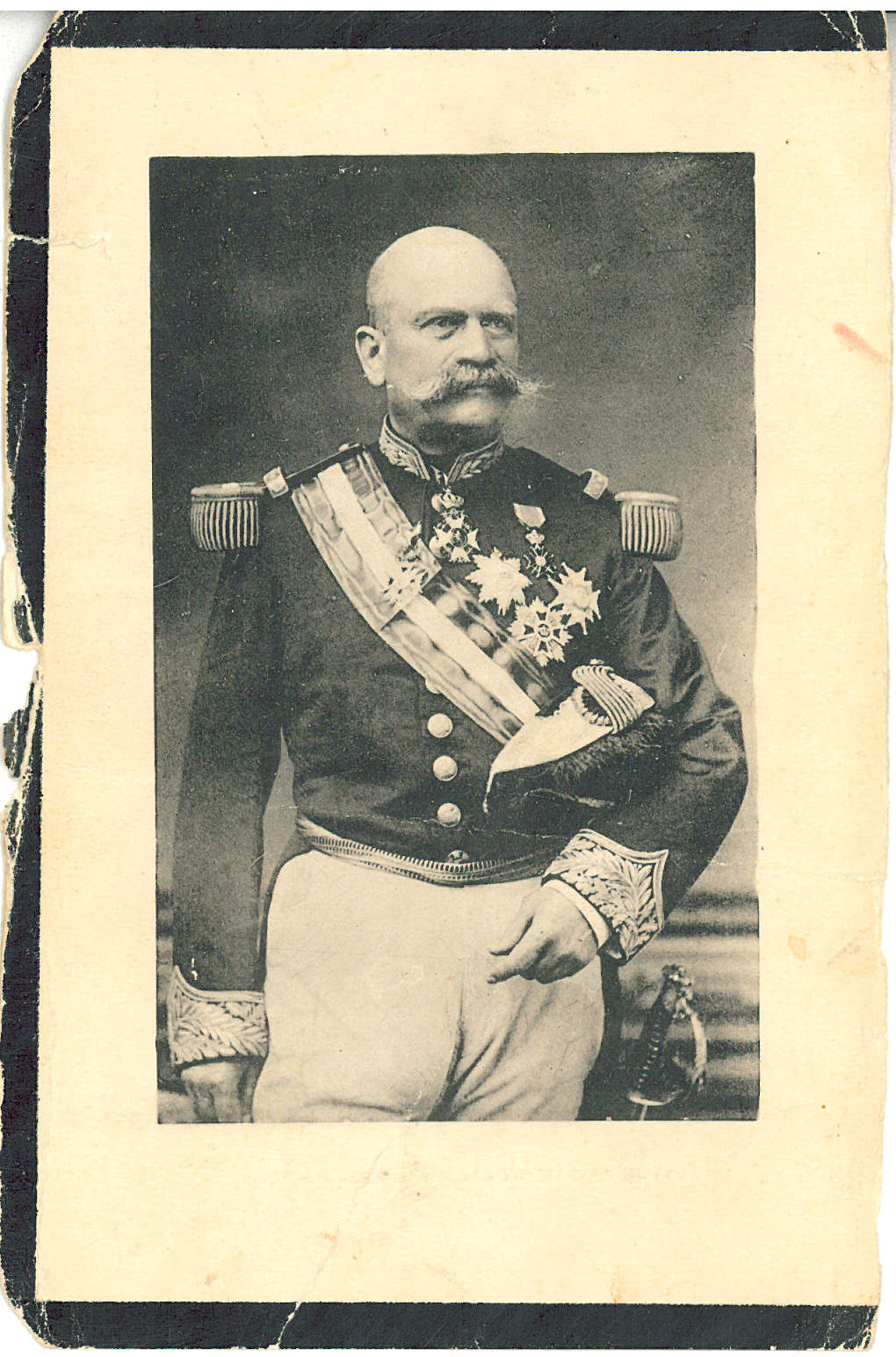
Charles Pontus

Charles Pontus (Aat, 26 maart 1829 - Brussel, 1 maart 1907) was een Belgische militair en minister van Oorlog.

## Levensloop
Charles Pontus was zoon van van François Joseph Pontus, sergeant in de 2de compagnie van het 1ste bataljon van de 4de infanteriedivisie in Aat, en van Adelaïde Regnard. Hij huwde op 21 januari 1864 in Kortrijk met Valérie Marie Rose Charlotte de Raikem.
Pontus klom op van korporaal tot de graad van generaal-majoor en werd minister van Oorlog in de homogeen katholieke regeringen Malou (16 juni 1884 tot 26 oktober 1884) en Auguste Beernaert (26 oktober 1884 tot 4 mei 1893). Hij volgde Guillaume Gratry op en werd zelf opgevolgd door Jacques Brassine
Na zijn ministeriële loopbaan werd hij luitenant-generaal en inspecteur-generaal van de Burgerwachten.
Pontus deed twaalf forten bouwen rond Luik en negen rond Namen, hierin de raadgevingen volgende van generaal Henri Alexis Brialmont, de militaire raadgever van koning Leopold II. Dit gebeurde niet zonder tegenstand, want de begroting van 31 miljoen goudfranken die vooropgesteld was werd op 1 juni 1887 door de Kamer van volksvertegenwoordigers gereduceerd tot 24 miljoen goudfranken.
Met een wet van 27 juni 1887 werd een eerste buitengewoon krediet gestemd voor de bouw van forten langs de Maas. De toenemende kracht van de artillerie maakte dat steviger beton en pantsering noodzakelijk was, waardoor een supplementair bedrag van 54 miljoen goudfranken werd gestemd op 10 april 1888. De werken werden aanstonds aangevangen en duurden vier jaar.
Pontus bekleedde het langst in de Belgische geschiedenis de functie van minister van Oorlog.